# 2024년 이스라엘의 레바논 침공
2024년 이스라엘의 레바논 침공은 2024년 10월 1일, 이스라엘은 현재 진행 중인 이스라엘-헤즈볼라 분쟁 (2023년~현재)의 일부이다. 같은 날 레바논군(LAF)도 블루라인에서 철수했다. 이스라엘군도 북쪽 국경은 폐쇄된 군사지역이라고 밝혔다.
IDF에 따르면 이번 작전은 이스라엘 북부의 민간 공동체에 위협을 가하는 헤즈볼라 군대와 기반 시설을 근절하기 위한 것이다. IDF 대변인 다니엘 하가리(Daniel Hagari)는 이란의 지원을 받는 단체가 하마스의 10월 7일 공격과 유사한 공격을 준비하고 있다고 밝혔으며, 이전 공습에서 발견된 무기 보관함과 지도에서 "갈릴리 정복"이라는 계획을 언급한 내용을 인용했다. 헤즈볼라는 이스라엘군이 레바논에 진입했다는 사실을 부인했다.
이 작전은 9월 17일과 18일 휴대용 통신 장치의 폭발과 9월 20일 엘리트 레드완 포스(Redwan Force) 사령관인 이브라힘 아킬(Ibrahim Aqil)의 암살을 포함하여 헤즈볼라의 역량을 저하시키고 지도력을 파괴한 일련의 주요 헤즈볼라 좌절에 이어 이루어졌다. IDF 공습은 또한 레바논 남부 전역에 걸쳐 헤즈볼라의 군사 기지, 지휘 센터, 활주로 및 무기 보관함을 목표로 삼았다. 이러한 좌절은 9월 27일 베이루트 다히에 교외에 있는 지하 본부를 파괴한 공습으로 하산 나스랄라와 레바논 남부 헤즈볼라 사령관 알리 카라키를 포함한 다른 고위 사령관들이 암살되면서 절정에 달했다.